# Claudinho (futebolista)
Cláudio Luiz Rodrigues Parisi Leonel (Guarulhos, 28 de janeiro de 1997), mais conhecido como Claudinho, é um futebolista brasileiro com cidadania russa que atua como meio-campista. Atualmente joga no Al-Sadd, do Catar.

## Carreira

### Santos
Nascido em Guarulhos, Claudinho se mudou com apenas 3 anos para o município de São Vicente. Começou na base do Santos, com apenas 5 anos, inicialmente no futsal, depois migrou para o futebol de campo. Foi vice-artilheiro do Campeonato Paulista Sub-17 de 2014 e disputou a Copa São Paulo de Futebol Júnior, mas por não se sentir valorizado pelo Peixe, saiu de graça na metade do ano de 2015.

### Corinthians

#### 2015
Em 2015, se transferiu para o Corinthians, e subiu para o profissional no mesmo ano, fez parte da equipe campeã do Campeonato Brasileiro de 2015, apesar de não ter entrado em campo nenhuma vez.

#### 2016
Em 2016, Claudinho fez sua estreia pela equipe corinthiana contra o Linense, o resultado do jogo foi 4 a 0, para o clube alvinegro.

#### Empréstimo ao Bragantino e Santo André
Sem receber muitas oportunidades no Corinthians, Claudinho foi emprestado ao Bragantino em 3 de junho de 2016, para a disputa da Série B.
No dia 10 de janeiro de 2017, foi emprestado ao Santo André para o Paulistão.

### Ponte Preta e Oeste
No dia 25 de maio de 2017, chegou à Ponte Preta,  no dia 11 de abril de 2018, foi emprestado ao Oeste.

### Red Bull Bragantino
No dia 23 de abril de 2019 foi contratado pelo Red Bull Brasil, antes da fusão com o Bragantino, que ocorreria um ano depois.

#### 2019
Após a fusão entre os dois times paulistas, Claudinho começou como titular no time comandado por Antônio Carlos Zago, e ajudou seu time a conquistar o Campeonato Brasileiro Série B de 2019, sendo premiado, o melhor jogador da competição.

#### 2020
Grande nome do Red Bull Bragantino na temporada 2020, Claudinho fez um Campeonato Brasileiro de alto nível, vindo a ser premiado no dia 26 de fevereiro de 2021 em quatro categorias pelo prêmio Bola de Prata da ESPN Brasil sendo eles: a Bola de Ouro, de melhor jogador do Campeonato Brasileiro de 2020, Bola de Prata de melhor meio-campista, além dos prêmios de Artilheiro e Revelação.

#### 2021
Em 3 de fevereiro, na vitória de 2 a 0 sobre o Atlético Goianiense na 34a rodada, Claudinho atingiu a marca de 100 jogos pelo Massa Bruta e fez o 2° gol de seu clube na partida.
Marcou seu 1° gol na temporada em 14 de março, na vitória por 2 a 1 sobre o Santo André, em jogo da 4a rodada do Campeonato Paulista.
Em 1 de abril, ajudou o Massa Bruta a avançar para 3a fase da Copa do Brasil com a vitória sobre o Luverdense por 2 a 1, fazendo o último gol da partida.
Em 16 de abril, deu uma assistência para Helinho fechar o placar da vitória por 2 a 0 sobre Inter de Limeira, em jogo da 5a rodada do Campeonato Paulista. 2 dias depois, deu uma assistência para Jan Hurtado fazer o gol da vitória sobre o Mirassol, na 6a rodada do Paulista. Mais 2 dias depois, Claudinho deu nova assistência ao bater escanteio e Pedrinho fazer de cabeça, abrindo o placar da vitória de 2 a 0 sobre a Ponte Preta, em jogo válido pela 6a rodada do Paulista.
Marcou no empate de 1 a 1 com o Santos, em jogo válido pela 10a rodada do Campeonato Paulista. Após fazer um bom Campeonato Paulista, foi selecionado para o time da torneio.

### Zenit

#### 2021–22

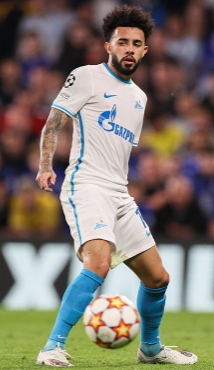
Claudinho em 2021, atuando no

No dia 7 de agosto de 2021, poucas horas após ser campeão dos Jogos Olímpicos de 2020, Claudinho foi anunciado pelo Zenit. O valor da transferência foi de 12 milhões de euros (76 milhões de reais), com o Bragantino garantindo 20% do valor de uma transferência futura e essa sendo a negociação mais cara da história do clube.
Em sua primeira temporada no Zenit Claudinho foi eleito o melhor jogador da temporada 2021–22 do Campeonato Russo pelos atletas que atuam na primeira divisão da Rússia. Ele participou de 31 jogos, onde marcou 10 gols e anotou três assistências.
O início avassalador de Claudinho na Rússia foi destaque nos principais jornais da Europa. Em seus primeiros 11 jogos, o jornal "As" da Espanha reagiu positivamente ao desempenho do sul-americano em um jogo diante o Malmö na Liga dos Campeões e disse que Claudinho havia se tornado o novo Czar da Rússia.
Ainda na temporada, o jogador teve sua estreia na Liga dos Campeões. Na competição, Claudinho marcou 2 gols em 6 jogos durante a Fase de Grupos. Apesar disso, seu time não conseguiu somar pontos o suficiente e teve que se direcionar aos 16 avos da Liga Europa.
Na competição, Claudinho não balançou as redes em nenhuma partida dos 16 avos contra o Real Betis. A equipe espanhola conseguiu passar de fase após não perder nenhuma das duas partidas contra a equipe russa.

#### 2022–23

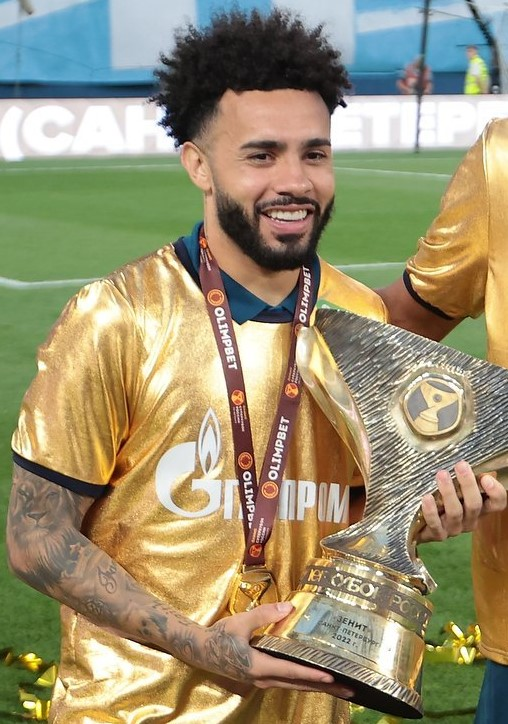
Claudinho com o troféu da Supercopa da Rússia de 2022

Em sua segunda temporada em solo russo, o brasileiro estreou a temporada participando do título da Supercopa da Rússia. Na ocasião, o jogador deu uma assistência para Wendel marcar o penúltimo gol na goleada de sua equipe por 4-0 diante o Spartak Moscou.
No decorrer da temporada, o brasileiro participou de menos gols, se comparado a época anterior. Ele balançou as redes 5 vezes, mas conseguiu contribuir com 11 assistências. Seus números positivos fizeram com que a equipe alcançasse mais um título de Campeonato Russo ao final da temporada.
Apesar dos números inferiores, o jogador chamou a atenção de equipes brasileiras. O principal clube interessado foi o Flamengo, que buscou retirar Claudinho e Wendel da equipe russa. Todavia, o time carioca não conseguiu avançar nas negociações.

#### 2023–24

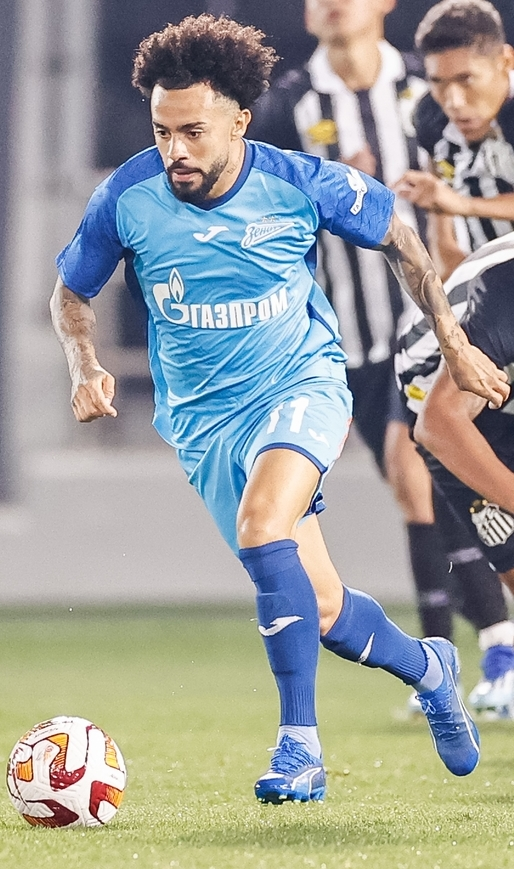
Claudinho em 2024.

Novamente o jogador começou a temporada vencendo a Supercopa da Rússia. O Zenit venceu o CSKA Moscou nas penalidades. Claudinho não chegou a cobrar o pênalti, pois foi substituído antes da disputa, mas viu seu compatriota Robert Renan garantir o troféu com uma cavadinha.
Até a pausa no Campeonato para virada de ano, Claudinho marcou 3 gols em 18 partidas. Pela Copa, o jogador marcou um gol na sua estreia na competição.
Durante a temporada, Claudinho voltou a ser sondado pelo Flamengo, contudo, os altos valores do time de São Petersburgo fizeram com que a equipe recuasse nas negociações novamente.
No restante do ano, o Brasileiro voltou a levantar troféus, tendo obtido a Copa da Rússia e o Campeonato Russo na mesma época. O jogador havia repetido o número de cinco gols na época, mas diminuíra a quantidade de assistências para sete.

#### 2024–25
Em mais uma época na Rússia, após tantas especulações que o tiravam da equipe, o brasileiro tivera um início de época muito abaixo das expectativas. Mesmo vencendo, novamente, a Supercopa diante o Krasnodar, o jogador não havia balançado as redes nenhuma vez nos primeiros três meses de temporada europeia. Nesse mesmo período, o atleta foi multado por utilizar "linguagem obscena" para o árbitro russo no Campeonato local. Como punição, ele teve de pagar 250 mil rublos.
Ao longo da sua última época na Rússia, Claudinho tivera um desempenho ofensivo abaixo. Na primeira metade da passagem, o jogador marcou apenas um gol e outras cinco assistências em 20 partidas. Ao virar o ano para 2025, o jogador novamente passou a ser especulado no Brasil, tendo uma forte negociação com o Palmeiras, mas o acordo entre as equipes ficou distante e Claudinho deixou a Europa antes do fim do primeiro mês do novo ano.
Após 124 jogos, 21 gols e 28 assistências, Claudinho deixou o Zenit em janeiro de 2025 para rumar ao Catar.

### Al-Sadd
No dia 22 de janeiro de 2025, o Al-Sadd, do Catar, anunciou a contratação de Claudinho. O brasileiro chega ao clube asiático depois de quatro temporadas no Zenit. A negociação girou em torno de 20 milhões de euros.

## Seleção Brasileira

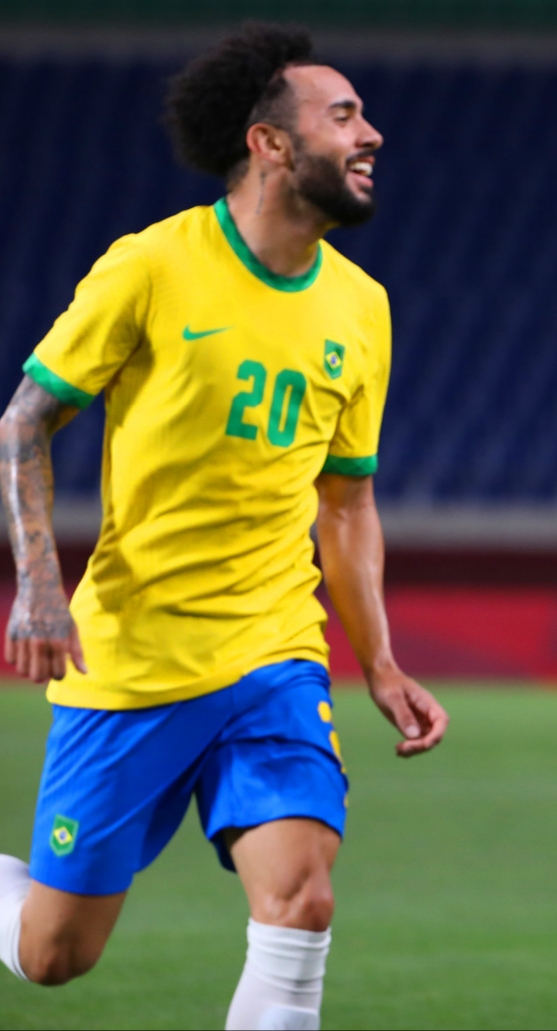
Claudinho nas Olimpíadas de 2020

### Brasil Sub-23
Após se destacar no Red Bull Bragantino na temporada de 2020, no dia 14 de maio, Claudinho foi convocado por André Jardine para o Brasil Sub-23 entre os dias 31 de maio e 8 de junho para os últimos preparativos da seleção para a disputa das Olimpíadas de Tóquio, sendo essa sua primeira convocação na carreira.

#### Jogos Olímpicos de Tóquio
Em 17 de junho de 2021, foi um dos 18 convocados pelo técnico André Jardine para representar o Brasil na disputa dos Jogos Olímpicos, em Tóquio. Após se sagrar campeão dos Jogos Olímpicos com o Brasil, Claudinho se tornou o 1° jogador do Bragantino a conseguir o feito.

### Principal
No dia 13 de agosto de 2021, mesmo dia em que foi apresentado pelo Zenit, Claudinho foi convocado pela primeira vez para a Seleção Brasileira, para as partidas contra Chile, Argentina e Peru pelas Eliminatórias da Copa do Mundo FIFA de 2022.

## Estatísticas

### Clubes
Abaixo estão listados todos os jogos, gols e assistências do futebolista por clubes.
| Clube               | Temporada         | Campeonato nacional | Campeonato nacional | Campeonato nacional | Copa nacional[a] | Copa nacional[a] | Copa nacional[a] | Competições continentais[b] | Competições continentais[b] | Competições continentais[b] | Outros torneios[c] | Outros torneios[c] | Outros torneios[c] | Total | Total | Total   |
| Clube               | Temporada         | Jogos               | Gols                | Assist.             | Jogos            | Gols             | Assist.          | Jogos                       | Gols                        | Assist.                     | Jogos              | Gols               | Assist.            | Jogos | Gols  | Assist. |
| ------------------- | ----------------- | ------------------- | ------------------- | ------------------- | ---------------- | ---------------- | ---------------- | --------------------------- | --------------------------- | --------------------------- | ------------------ | ------------------ | ------------------ | ----- | ----- | ------- |
| Corinthians         | 2016              | —                   | —                   | —                   | —                | —                | —                | —                           | —                           | —                           | 1                  | 0                  | 0                  | 1     | 0     | 0       |
| Corinthians         | Total             | —                   | —                   | —                   | —                | —                | —                | —                           | —                           | —                           | 1                  | 0                  | 0                  | 1     | 0     | 0       |
| Red Bull Bragantino | 2016              | 18                  | 0                   | 1                   | 2                | 0                | 0                | —                           | —                           | —                           | —                  | —                  | —                  | 20    | 0     | 1       |
| Red Bull Bragantino | 2019              | 34                  | 8                   | 9                   | —                | —                | —                | —                           | —                           | —                           | —                  | —                  | —                  | 34    | 8     | 9       |
| Red Bull Bragantino | 2020              | 35                  | 18                  | 6                   | 2                | 0                | 0                | —                           | —                           | —                           | 13                 | 2                  | 0                  | 50    | 20    | 6       |
| Red Bull Bragantino | 2021              | 5                   | 0                   | 1                   | 2                | 1                | 0                | 6                           | 0                           | 2                           | 12                 | 2                  | 3                  | 25    | 3     | 6       |
| Red Bull Bragantino | Total             | 92                  | 26                  | 17                  | 6                | 1                | 0                | 6                           | 0                           | 2                           | 25                 | 4                  | 3                  | 129   | 31    | 22      |
| Santo André         | 2017              | —                   | —                   | —                   | 1                | 0                | 0                | —                           | —                           | —                           | 16                 | 4                  | 2                  | 17    | 4     | 2       |
| Santo André         | Total             | —                   | —                   | —                   | 1                | 0                | 0                | —                           | —                           | —                           | 16                 | 4                  | 2                  | 17    | 4     | 2       |
| Ponte Preta         | 2017              | 16                  | 0                   | 0                   | —                | —                | —                | 4                           | 0                           | 2                           | —                  | —                  | —                  | 20    | 0     | 2       |
| Ponte Preta         | Total             | 16                  | 0                   | 0                   | —                | —                | —                | 4                           | 0                           | 2                           | —                  | —                  | —                  | 20    | 0     | 2       |
| Red Bull Brasil     | 2018              | —                   | —                   | —                   | —                | —                | —                | —                           | —                           | —                           | 27                 | 4                  | 0                  | 27    | 4     | 2       |
| Red Bull Brasil     | 2018              | —                   | —                   | —                   | —                | —                | —                | —                           | —                           | —                           | 8                  | 0                  | 0                  | 8     | 0     | 0       |
| Red Bull Brasil     | Total             | —                   | —                   | —                   | —                | —                | —                | —                           | —                           | —                           | 35                 | 4                  | 0                  | 35    | 4     | 2       |
| Oeste               | 2018              | 13                  | 0                   | 1                   | —                | —                | —                | —                           | —                           | —                           | —                  | —                  | —                  | 13    | 0     | 1       |
| Oeste               | Total             | 13                  | 0                   | 1                   | —                | —                | —                | —                           | —                           | —                           | —                  | —                  | —                  | 13    | 0     | 1       |
| Zenit               | 2021–22           | 23                  | 8                   | 3                   | —                | —                | —                | 8                           | 2                           | 0                           | —                  | —                  | —                  | 31    | 10    | 3       |
| Zenit               | 2022–23           | 24                  | 5                   | 10                  | 5                | 0                | 1                | —                           | —                           | —                           | 1                  | 0                  | 1                  | 30    | 5     | 12      |
| Zenit               | 2023–24           | 0                   | 0                   | 0                   | 0                | 0                | 0                | 0                           | 0                           | 0                           | 1                  | 0                  | 0                  | 1     | 0     | 0       |
| Zenit               | Total             | 47                  | 13                  | 13                  | 5                | 0                | 1                | 8                           | 2                           | 0                           | 2                  | 0                  | 1                  | 62    | 15    | 15      |
| Total na carreira   | Total na carreira | 159                 | 39                  | 31                  | 12               | 1                | 1                | 18                          | 2                           | 4                           | 79                 | 12                 | 6                  | 276   | 55    | 44      |

- a. ^ Jogos da Copa do Brasil e Copa da Rússia
- b. ^ Jogos da Copa Sul-Americana
- c. ^ Jogos do Campeonato Paulista, Copa Paulista e Supercopa da Rússia

### Seleção Brasileira
Abaixo estão listados todos os jogos, gols e assistências do futebolista pela Seleção Brasileira.
Seleção Sub–23
| Ano               | Jogos Olímpicos | Jogos Olímpicos | Jogos Olímpicos | Amistosos | Amistosos | Amistosos | Total | Total | Total   |
| Ano               | Jogos           | Gols            | Assist.         | Jogos     | Gols      | Assist.   | Jogos | Gols  | Assist. |
| ----------------- | --------------- | --------------- | --------------- | --------- | --------- | --------- | ----- | ----- | ------- |
| 2021              | 6               | 0               | 1               | 2         | 0         | 0         | 8     | 1     | 0       |
| Total na carreira | 6               | 0               | 1               | 2         | 0         | 0         | 8     | 1     | 0       |

#### Jogos pela Seleção Sub–23
| #  | Data                | Local                                              | Adversário      | Resultado      | Gols | Assist. | Competição              |
| -- | ------------------- | -------------------------------------------------- | --------------- | -------------- | ---- | ------- | ----------------------- |
| 1. | 4 de junho de 2021  | Estádio Partizan, Belgrado, Sérvia                 | Cabo Verde      | 1–2            | 0    | 0       | Amistoso                |
| 2. | 8 de junho de 2021  | Estádio Rajko Mitic, Belgrado, Sérvia              | Sérvia          | 3–0            | 0    | 0       | Amistoso                |
| 3. | 22 de julho de 2021 | Estádio Internacional de Yokohama, Yokohama, Japão | Alemanha        | 2–4            | 0    | 0       | Jogos Olímpicos de 2020 |
| 4. | 25 de julho de 2021 | Estádio Internacional de Yokohama, Yokohama, Japão | Costa do Marfim | 0–0            | 0    | 0       | Jogos Olímpicos de 2020 |
| 5. | 28 de julho de 2021 | Estádio Saitama 2002, Saitama, Japão               | Arábia Saudita  | 0–1            | 0    | 0       | Jogos Olímpicos de 2020 |
| 6. | 31 de julho de 2021 | Estádio Saitama 2002, Saitama, Japão               | Egito           | 1–0            | 0    | 0       | Jogos Olímpicos de 2020 |
| 7. | 3 de agosto de 2021 | Estádio Kashima, Kashima, Japão                    | México          | 0–0 (1–4 pen.) | 0    | 0       | Jogos Olímpicos de 2020 |
| 8. | 7 de agosto de 2021 | Estádio Internacional de Yokohama, Yokohama, Japão | Espanha         | 2—1            | 0    | 0       | Jogos Olímpicos de 2020 |

## Títulos
Corinthians
- Campeonato Brasileiro: 2015[48]

Red Bull Brasil
- Campeonato Paulista do Interior: 2019[49]

Red Bull Bragantino
- Campeonato Brasileiro Série B: 2019[50]
- Campeonato Paulista do Interior: 2020[51]

Zenit
- Premier League Russa: 2021–22, 2022–23, 2023-24
- Supercopa da Rússia: 2022, 2023, 2024
- Taça da Rússia: 2023-24

Al-Sadd
- Qatar Stars League: 2024-25

Seleção Brasileira Sub-23
- Jogos Olímpicos: 2020[20]

### Artilharia
- Artilheiro do Campeonato Brasileiro: 2020 (18 gols)[10]

### Prêmios individuais
- Jogador do mês do Campeonato Brasileiro de 2020: (Janeiro de 2021)
- Troféu Mesa Redonda: Melhor meio-campista do Campeonato Brasileiro de 2020
- Prêmio Bola de Ouro ESPN: Melhor Jogador do Campeonato Brasileiro de 2020[52]
- Prêmio Bola de Prata ESPN: Melhor meio-campista do Campeonato Brasileiro de 2020[52]
- Prêmio Bola de Prata: Jogador Revelação do Campeonato Brasileiro de 2020[52]
- Prêmio Craque do Brasileirão: Melhor Jogador do Campeonato Brasileiro de 2020[53]
- Prêmio Craque do Brasileirão: Melhor meio-campista do Campeonato Brasileiro de 2020
- Prêmio Craque do Brasileirão: Revelação do Campeonato Brasileiro de 2020
- Craque do Interior: 2021
- Seleção do Campeonato Paulista: 2021
- Jogador do Mês do Zenit (setembro de 2021)
- Jogador do Mês do Campeonato Russo: Novembro-Dezembro de 2021[54]
- Gol do Mês do Campeonato Russo: Novembro-Dezembro de 2021[54]
- Time da Temporada do Campeonato Russo: 2021–22[55]
- Melhor jogador do Campeonato Russo: 2021–22[56]